# Blue Ridge Manor (Kentucky)
Blue Ridge Manor est une ville américaine située dans le comté de Jefferson, dans le Kentucky. Selon le recensement de 2020, sa population est de 791 habitants.